# Sistema d'escriptura

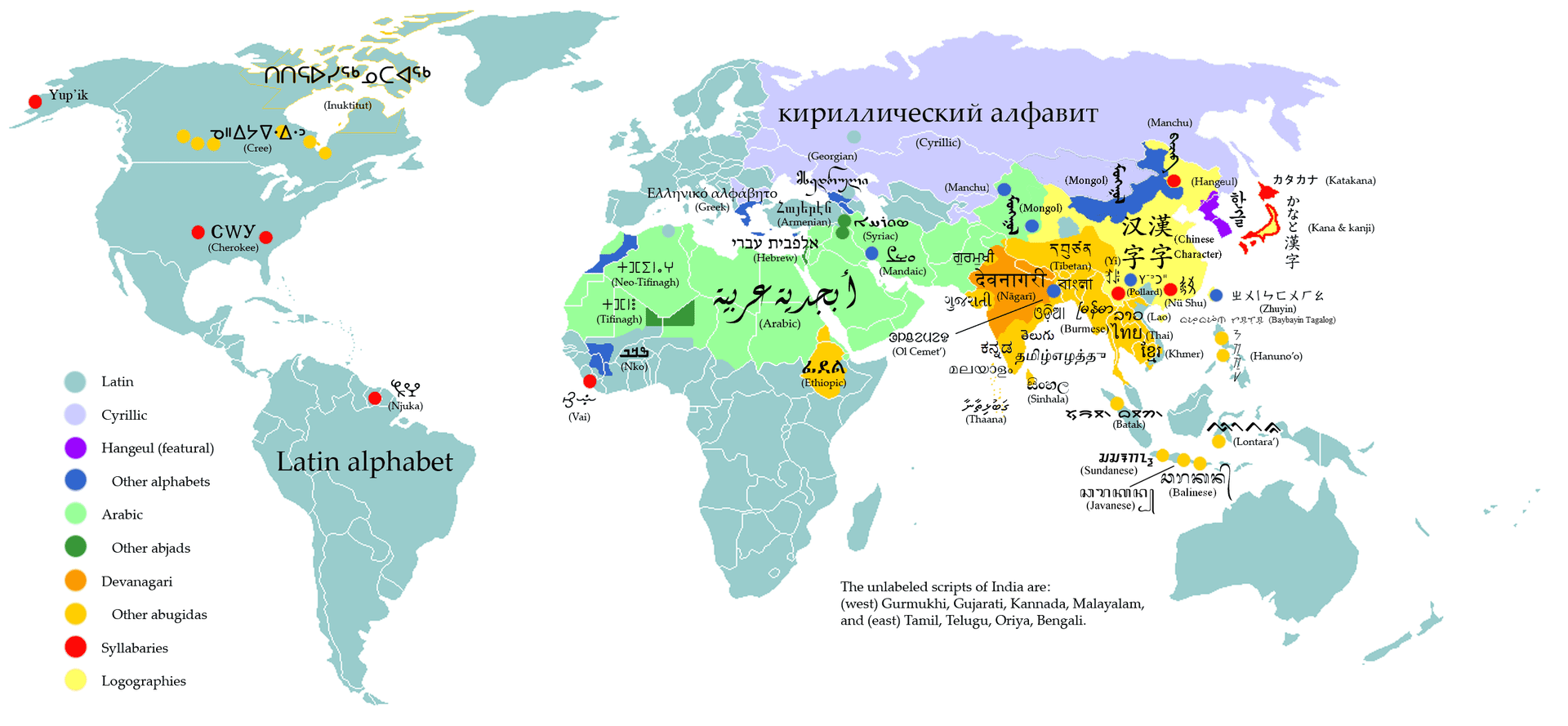
Sistemes de escriptura al món.
Llatí (alfabètic)
Ciríl·lic (alfabètic)
Hangul
Altres alfabets
Aràbic (abjad)
Altres abjads
Devanagari (abugida)
Altres abugides
Sil·labaris
Escriptura xinesa (logogràfica)

Un sistema d'escriptura és un mètode simbòlic regular que es fa servir per representar elements o declaracions expressables en el llenguatge.
Els sistemes d'escriptura es diferencien d'altres possibles sistemes de comunicació basats en símbols en què normalment cal comprendre almenys part de la llengua parlada en qüestió per poder llegir i entendre el text. Contrasten amb altres possibles sistemes simbòlics com els senyals de trànsit, la pintura, els mapes i les matemàtiques, que no necessàriament depenen d'un coneixement previ d'una llengua parlada per extreure'n el significat associat.
Tota comunitat humana té una llengua parlada, ja sia oralment, ja sia per signes. És un tret considerat per alguns com una condició innata i definidora de la condició humana. No obstant això, el desenvolupament i adopció dels sistemes d'escriptura només ha passat unes poques vegades. Una vegada establerts, els sistemes d'escriptura en general es modifiquen molt més lentament que la pròpia llengua, i sovint conserven trets i expressions que ja no són corrents en la llengua parlada de la comunitat. El gran avantatge conferit pels sistemes d'escriptura és la seva capacitat de mantenir un registre persistent d'informació expressable en alguna llengua, que es pot recuperar independentment de l'acte inicial de formulació.
Tots els sistemes d'escriptura requereixen un conjunt d'elements base o símbols definits (anomenats caràcters o grafemes); un conjunt de regles i convencions entès i compartit per una comunitat, que assigna arbitràriament significat, ordenació i interrelacions als elements base; una llengua representada (generalment una llengua parlada); la interpretació dels elements i regles del sistema d'escriptura permeten reproduir les construccions d'aquesta llengua; i algun mitjà físic per a representar clarament els símbols d'una manera permanent o semipermanent sobre algun suport, per tal que puguin ser interpretats (en general visualment, encara que també s'han inventat sistemes tàctils).

## Terminologia bàsica

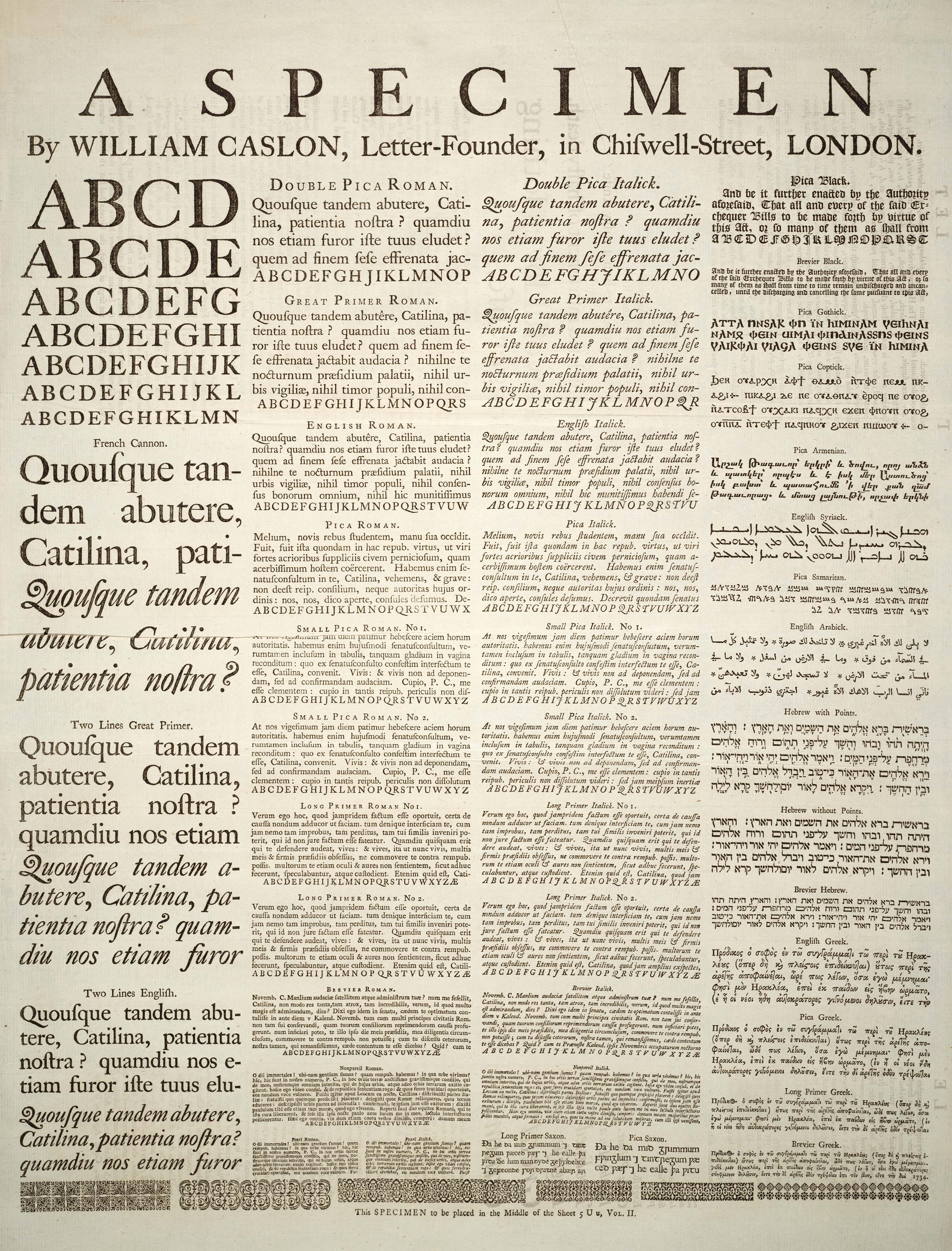
Mostres de tipus de lletra d'una composició tipogràfica i llenguatge, per William Caslon, fundador, tret de la Cyclopaedia de 1728

L'estudi sobre els sistemes d'escriptura ha seguit línies més o menys independents en l'examen de cadascuna de les escriptures i, com a tal, la terminologia en ús pot variar en els diferents camps.
El terme genèric text es pot fer servir per a referir-se a qualsevol producte concret de l'ús d'un sistema d'escriptura. L'acte de compondre un text pot anomenar-se «escriure», i l'acte d'interpretar el text pot anomenar-se «llegir». En l'estudi de sistemes d'escriptura, l'ortografia es refereix al mètode i les regles d'estructura de l'escriptura considerada "correcta".
Un «grafema» és el terme tècnic creat per a referir-se a les unitats mínimes o indivisibles d'un sistema d'escriptura concret. Els grafemes són els elements «mínimament significatius», que en conjunt comprenen el joc de components bàsics, a partir dels quals es poden construir els textos d'un sistema d'escriptura concret, amb les seves regles de correspondència i ús. És un concepte similar al de fonema, usat en l'estudi de les llengües parlades. Per exemple, al sistema d'escriptura del català estàndard contemporani, que és un alfabet bicameral, els grafemes inclouen les formes majúscules i minúscules de les vint-i-sis lletres de l'alfabet (que corresponen a diversos fonemes) i les seves variants, els signes de puntuació (sobretot no fonemàtics), i altres símbols com els numerals (logogrames per a nombres).
Cal notar que un grafema particular es pot representar amb diferents variacions, on cada variació és visualment diferent de l'altra, però totes són interpretades com a representants del mateix significant o grafema. Aquestes variacions concretes són conegudes com a al·lògrafs d'un grafema (vegeu el paral·lelisme amb el terme al·lòfon utilitzat en l'estudi de les llengües parlades). Per exemple, la lletra minúscula a té al·lògrafs diferents quan està escrita de forma cursiva, grotesca o mecanografiada. La selecció entre al·lògrafs diferents pot estar influenciada pel tipus de mitjà utilitzat per a escriure, l'opció estilística de l'escriptor, o fins i tot per trets en gran part inconscients d'un ús particular.
Els termes jeroglífic, signe o caràcter també es fan servir per a referir-se a la representació gràfica d'un grafema. L'ús varia segons la branca d'estudi; hi ha els signes cuneïformes, els jeroglífics maies i els caràcters xinesos. Els grafemes de la major part de sistemes d'escriptura estan compostos de línies (o traços) i per això s'anomenen escriptura lineal, però hi ha grafemes en escriptures no-lineals compostos d'altra mena de marques, com l'escriptura cuneïforme o el Braille.
Els sistemes d'escriptura són sistemes conceptuals, com són les llengües parlades que representen. Poden ser considerats com complets segons el grau en què són capaços de representar tot el que es pot expressar en la llengua parlada.

## Història dels sistemes d'escriptura

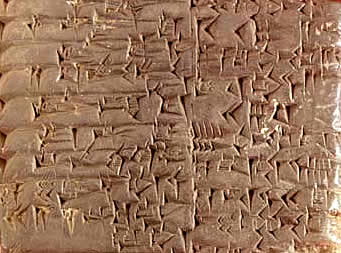
Peça d'escriptura cuneïforme

Marques similars a l'escriptura a una tortuga, closques descobertes a la moderna Jiahu (Xina), datats cap al 6000 aC

L'escriptura existeix des de fa uns 5.300 anys. Va aparèixer en diferents formes almenys en cinc o sis focus de civilitzacions amb llarg domini de l'agricultura i el desenvolupament urbà a l'aire lliure: a Mesopotàmia cap a 3300 aC, a Egipte 3200 aC, a Xipre 2200 aC, a Creta 1900 aC, a la Xina 1400 aC i a Amèrica Central cap a 900 aC. Aquests escrits van donar lloc a gairebé tots els sistemes gràfics actualment coneguts.
Generalment es creu que el primer sistema va ser l'escriptura sumèria que va originar l'escriptura cuneïforme. Els jeroglífics egipcis són aproximadament de la mateixa època. Altres sistemes d'escriptura primerencs, probablement influïts per aquestes innovacions, i que encara no s'han pogut desxifrar, són el proto-elamita i el de la vall de l'Indus (tot i que la condició de sistema d'escriptura d'aquest últim no està gens clara). De manera semblant, no és clar si l'anomenada escriptura vinča de finals del Neolític hauria de considerar-se una mena de proto-escriptura o si era purament ornamental. El primer alfabet apareix al voltant del 2000 aC. A Amèrica els sistemes d'escriptura precolombins, que inclouen almenys el maia i l'asteca, es considera també que van evolucionar independentment.

## Classificació funcional dels sistemes d'escriptura

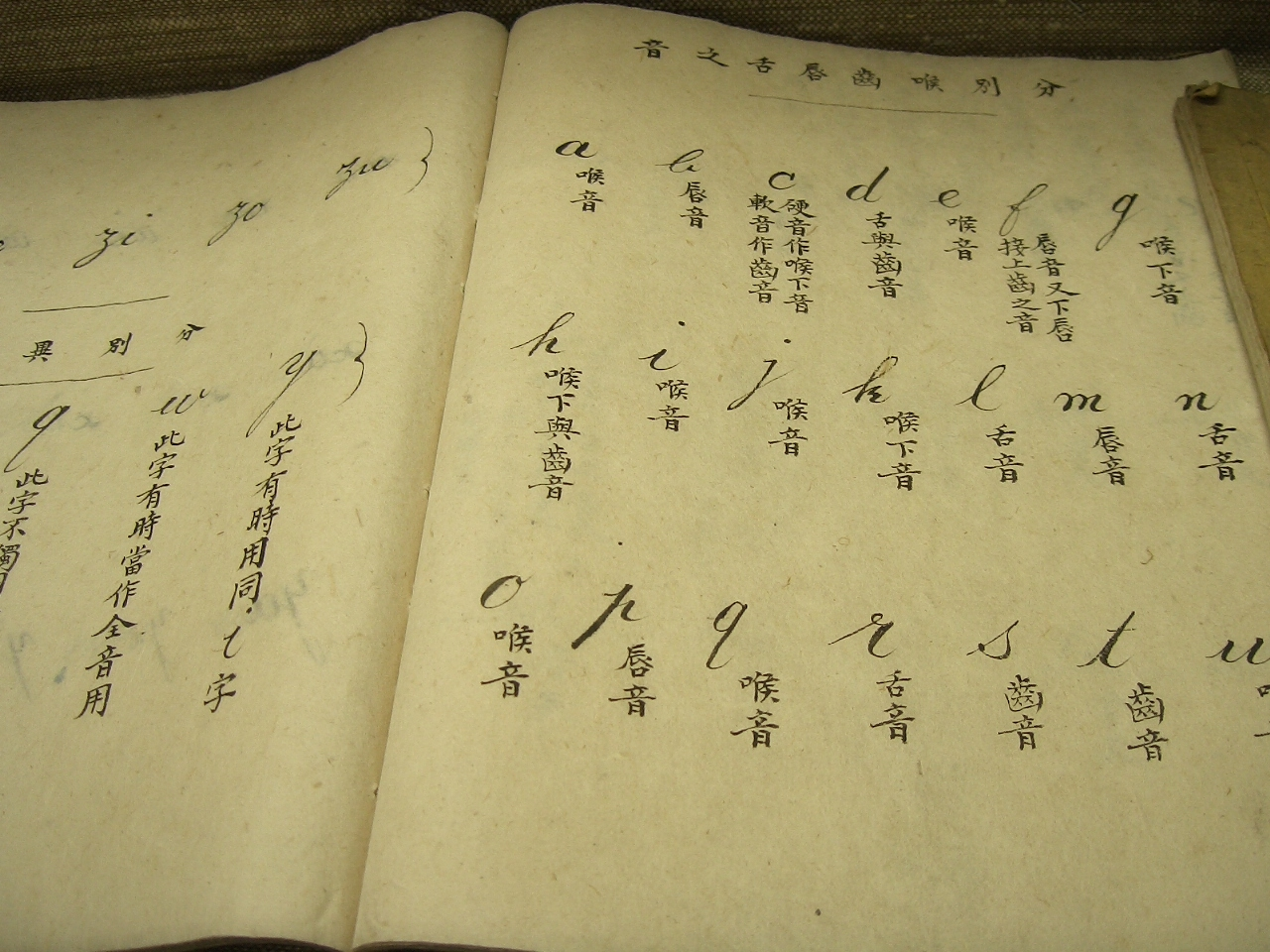
Aquest llibre de text de Puyi mostra l'alfabet anglès. Encara que les lletres inclinades es mouen d'esquerra a dreta, les explicacions xineses van de dalt a baix, com l'escriptura tradicional.

Les formes més antigues conegudes d'escriptura són principalment logogrifs a la natura, basats en els elements del pictograma i l'ideograma. La majoria dels sistemes d'escriptura poden en general ser dividits en tres categories: 
- logogràfic
- sil·làbic
- alfabètic (o segmental)

Tanmateix, els tres poden estar fundats en qualsevol sistema d'escriptura en diverses proporcions, sovint fent-los difícils de catalogar en un únic sistema. El terme sistema complex és de vegades usat per descriure allà on el mestissatge fa problemàtica la classificació.
| Tipus         | Cada símbol representa     | Exemple           |
| ------------- | -------------------------- | ----------------- |
| Logogràfic    | morfema                    | Escriptura xinesa |
| Sil·labari    | síl·laba                   | Kana japonès      |
| Alfabet       | fonema (consonant o vocal) | Alfabet llatí     |
| Abugida       | fonema (consonant+vocal)   | Devanāgarī hindú  |
| Abjad         | fonema (consonant)         | Alfabet aràbic    |
| Composicional | trets fonètics             | Hangul coreà      |

### Sistemes d'escriptura logogràfica

Caràcter xinès pel sol (ri) de l'any 1200

Caràcter xinès modern (ri) significa sol o dia

Un logograma és un sol caràcter escrit que representa un mot o morfema. La majoria de caràcters xinesos es classifiquen com a logogrames.
Com que cada caràcter representa un únic mot (o, més precisament, un morfema), calen molts logogrames per escriure totes les paraules de l'idioma. La gran col·lecció de logogrames i la memorització són l'inconvenient més gran dels sistemes logogràfics en relació als sistemes alfabètics. No obstant això, com que el significat va lligat al símbol, el mateix sistema logogràfic teòricament es pot fer servir per representar llengües diferents. En la pràctica això només és així amb llengües molt pròximes, com les diferents llengües xineses, ja que les restriccions redueixen la portabilitat d'un sistema logogràfic concret. El coreà i el japonès utilitzen tots dos logogrames xinesos en els seus sistemes d'escriptura, i molts símbols tenen el mateix significat en els diferents sistemes. Però, els resultats són prou diferents del xinès i un text xinès no és interpretat fàcilment per un lector japonès o coreà.
Mentre que la majoria de les llengües no fan servir exclusivament un sistema logogràfic molts idiomes fan servir alguns logogrames. Un bon exemple de logogrames moderns occidentals són les xifres aràbigues. Tothom que fa servir aquests símbols comprèn que 1 significa u, uno, un, um, one, eins, egy, bat, o ichi. Altres logogrames occidentals són les lligadures & (i comercial) i @ (arrova), provinents respectivament de les partícules llatines et i ad, amb funcions diferenciades en el pas del temps.
El més important —i fins i tot, l'únic supervivent— dels sistemes d'escriptura logogràfics actuals és el xinès. Els seus caràcters es fan servir, encara que en cert grau modificats, en xinès, japonès, coreà, vietnamita (fins a 1910) i en altres llengües de l'Àsia oriental. Els jeroglífics egipcis i l'escriptura maia també són bàsicament sistemes logogràfics, per bé que també marcaven característiques fonètiques i estiguin extints.
Els logogrames són sovint anomenats ideogrames, una paraula que es refereix als símbols que gràficament representen idees abstractes, però els lingüistes eviten aquest ús, sobretot quan es fa referència als caràcters xinesos, ja que sovint són compostos semàntico-fonètics, símbols que inclouen una part que representa el significat i una altra que representa la seva pronúncia.

### Sistemes d'escriptura sil·làbics
Un sil·labari té un conjunt de símbols que representen (o s'aproximen a) síl·labes, que formen mots. Un símbol en un sil·labari representa generalment un so consonàntic seguit d'un so vocàlic, o simplement una vocal aïllada. En un vertader sil·labari no hi ha una similitud gràfica sistemàtica entre caràcters semblants fonèticament (encara que alguns tenen similitud amb les vocals). És a dir, els caràcters per a «ke», «ka», i «ko» no tenen una semblança que indiqui un tret comú amb el so de [k]. Compareu amb els abugides, on cada grafema representa típicament una síl·laba però on els sons associats a la representació dels caràcters són gràficament similars (normalment una base comuna consonàntica es marca d'alguna manera més o menys consistent per a representar la vocal de la síl·laba).
Els sil·labaris són més indicats per a llengües amb una estructura sil·làbica simple, com el japonès, on existeixen dos sil·labaris derivats dels ideogrames xinesos originals: hiragana i katakana, ambdós tenen el mateix nombre de lletres o síl·labes i s'empren per a finalitats diferents, a part de les parelles de fonemes (consonant+vocal), també inclouen les vocals soles i la lletra "n". El català, en canvi, permet estructures de síl·labes complexes, amb un inventari relativament llarg de vocals i complexos grups consonàntics de manera que això faria enutjós d'escriure el català amb un sil·labari. Per escriure català amb un sil·labari, cada possible síl·laba en català hauria de tenir un símbol propi, i mentre que el nombre de possibles síl·labes en japonès només ronda la centena en català aquestes es compten per milers (calculeu una trentena de sons consonàntics inicials, per vuit sons vocàlics, per una altra trentena de sons consonàntics finals).
Altres llengües que fan servir el sistema d'escriptura sil·làbic són: el grec micènic (Lineal B) i llengües natives americanes com el cherokee. Diverses llengües de l'antic Pròxim Orient utilitzaven formes de cuneïforme, que és un sil·labari amb alguns elements no sil·làbics.

### Sistemes d'escriptura segmentals o alfabètics
Dins dels alfabets es distingeixen bàsicament tres classes:
- alfabets plens, o complets, els que contenen consonants i vocals.
- alfabets sil·làbics o abugides, i
- alfabets consonàntics o abjads.

Abjad
El primer tipus d'alfabet que es va crear va ser l'abjad. Un abjad és un sistema d'escriptura alfabètic on hi ha un símbol per consonant. Difereixen d'altres menes d'alfabets en què només tenen caràcters per a sons consonàntics. Les vocals no són usuals en un abjad.
Tots els abjads coneguts (excepte potser el tifinag) són de la família d'escriptures semítiques, i deriven de l'original alfabet semític septentrional. Això és així perquè les llengües semítiques i les relacionades llengües amazigues tenen una estructura morfològica que fa que la denotació de les vocals sigui redundant en molts casos.
Alguns abjads (com l'àrab i l'hebreu) tenen notacions per a les vocals, però només les usen en contextos especials, com ara l'ensenyament. Moltes escriptures que deriven d'abjads es van ampliar amb símbols vocàlics per convertir-les en alfabets complets, el cas més conegut és la derivació de l'alfabet grec de l'abjad fenici. Aquesta ampliació només va passar quan l'escriptura va ser adaptada a un llenguatge no semític.
El nom abjad ve de l'antic ordre de les consonants de l'alfabet àrab Alif, Bá, Jim, Dál, encara que la paraula pot tenir arrels antigues al fenici o ugarític.
Abjad és encara la paraula per a alfabet a l'àrab, malai, i indonesi.
Abugida
Un abugida és un sistema d'escriptura alfabètic, els signes bàsics del qual denoten consonants amb una vocal inherent i on una modificació coherent del signe bàsic indica d'altres vocals següents.
Així, en un abugida pot o no haver-hi un signe per a la "k" sense vocal, però un també per "ka" (si "a" és la vocal inherent), i "ke" és escrita modificant el signe de "ka" en una manera que és coherent amb com un pot modificar "la" perquè sigui "el". A molts abugides la modificació és l'addició d'un signe vocal, però d'altres possibilitats són imaginables (i usades), com ara la rotació del signe bàsic, addició del signe diacrític, etc.
El contrast amb «veritables síl·labaris» és que l'últim té un símbol distintiu per a cada síl·laba possible, i els signes per a cada síl·laba no tenen similitud sistemàtica. La similitud gràfica de molts abugides venen del fet que són derivats dels abjads, i les consonants componen els símbols amb la vocal inherent, i els nous símbols vocals són afegits al símbol base. Els síl·labaris indígenes canadencs poden considerar-se abugides, encara que ells són rarament descrits en aquests termes. El més llarg grup senzill d'abugides és la família Brahàmica d'escriptures, tanmateix, que inclou quasi totes les escriptures usades a l'Índia i l'Àsia sud-oriental.

### Sistemes composicionals
Una escriptura composicional presenta detalls més fins que un alfabet. Aquí els símbols no representen pas fonemes sencers, sinó trets fonètics que caracteritzen els fonemes, com ara sonoritat, punt d'articulació o mode d'articulació. Teòricament, cada tret es podria escriure pròpiament com una sola lletra. Els abjads, abugides o síl·labaris poden ser composicionals, però l'únic sistema general d'aquest tipus és el hangul coreà. Al hangul, els traços de cada tret fonètic es combinen per formar lletres alfabètiques, i aquestes lletres es combinen en blocs sil·làbics, així que el sistema combina tres nivells de representació fonològica.

### Sistemes ambigus
Molts sistemes d'escriptura no són sols d'un sol tipus. El sistema d'escriptura llatí, per exemple, inclou nombres i d'altres logogrifs com #, $, i &, i les lletres fonètiques són una pobra igualació de so. Com ja s'ha mencionat anteriorment, tots els sistemes logogràfics tenen components fonètics, i també es troben al llarg de les línies dels síl·labaris, com el xinès ("logotip-sil·làbic"), o un abjad, com l'egipci («logo-consonant»).
Unes certes escriptures, tanmateix, són realment ambigües. Els semi sil·labaris de l'antiga Espanya són sil·làbics per a les consonants oclusives com p, t, k, però alfabètics per a altres lletres. En algunes versions, les vocals són escrites redundantment després de lletres sil·làbiques, de conformitat amb una ortografia alfabètica. L'antic cuneïforme persa és similar. De 23 consonants, set són totes sil·làbiques, tretze són sols alfabètiques, i per a les altres tres, només n'hi ha una lletra per a /Cu/ i les altres /Ca/ i /Ci/. Tanmateix, totes les vocals són escrites clarament malgrat tot; com a les abugides Brahàmiques, la lletra /Ca/ va ser usada per a una simple consonant.

## Classificació gràfica dels sistemes d'escriptura
Potser la distinció gràfica primària a les classificacions és la linealitat. Els sistemes d'escriptura lineals són aquells en els quals els caràcters estan compostos de línies, com és el cas en l'alfabet llatí i l'escriptura xinesa. Els caràcters xinesos són considerats lineals si són escrits amb un bolígraf o amb un raspall ligràfic, o modelats en bronze. De manera similar, els jeroglífics egipcis i els glifs maies són sovint pintats en un perfil amb forma lineal, però en situacions formals són tallats en relleu. Els sistemes no lineals, d'altra banda, com el Braille, no estan compostos de línies. Els més antics exemples d'escriptura són lineals: l'escriptura sumèria del 3300 aC era lineal, encara que els seus descendents cuneïformes no ho són.
La cuneïforme va ser probablement la més antiga escriptura. Els seus glifs van ser formats prement el final d'una agulla amb llengüeta en massilla humida, no traçant les línies en la massilla amb l'agulla com es va dir prèviament. El resultat va ser una radical transformació de l'aparença de l'escriptura.
El Braille és una adaptació no lineal de l'alfabet llatí que va abandonar per complet les formes llatines. Les lletres estan compostes de punts en relleu en el substrat de l'escriptura, que pot ser de cuir (el material original de Louis Braille), paper rígid, plàstic o metall.
També hi ha altres adaptacions no lineals de l'alfabet llatí, incloent-hi el codi Morse, l'alfabet dactilològic de diverses llengües de signes, i el semàfor, en el qual les banderes i barres són posicionades descrivint angles. Tanmateix, si l'"escriptura" es defineix com un mitjà potencialment permanent de gravar informació, llavors aquests sistemes no es qualificarien realment com a escriptura, perquè els símbols desapareixen després d'un temps.
Si l'escriptura Edo és certament un sistema d'escriptura complet, pot ser l'únic exemple natural d'una escriptura en la qual el color dels grafemes es posa en contrast.

### Direcció
Les diferents escriptures s'escriuen en direccions diferents. El primer alfabet es podia escriure en qualsevol direcció: tant horitzontal (d'esquerra a dreta o de dreta a esquerra) o vertical (cap amunt o cap avall). També es podia escriure «bustrofèdicament» (tal com fa el bou amb l'arada en un camp): començant horitzontalment en una direcció i llavors girant al final de la ratlla i invertint la direcció. El jeroglífic egipci feia servir aquesta disposició, l'inici d'una ratlla horitzontal ve indicat per cap a quina direcció miren els ideogrames amb figures animals o humanes.
L'alfabet grec i els seus successors, i entre aquests l'alfabet llatí que, modificat, fem servir per al català, van fixar una disposició en ratlles horitzontals d'esquerra a dreta, de dalt cap avall de la pàgina. Altres escriptures, com ara l'àrab i l'hebrea, s'escriuen de dreta a esquerra. Moltes escriptures de l'Àsia oriental, com el xinès o el japonès, s'escriuen tradicionalment en ratlles verticals de dalt cap avall, des de la dreta de la pàgina cap a l'esquerra. També hi ha escriptures que s'escriuen de baix cap a dalt de la pàgina, com les que es feien servir antigament a les illes Filipines i altres illes del Pacífic occidental.
Cal destacar per acabar, l'escriptura a Internet, que segueix la direcció de l'hipertext, en el sentit que un discurs pot ramificar-se a partir de seguir un enllaç, abandonant el discurs principal o retornant-hi més endavant, de manera que el lector avança a salts en lloc de fer-ho seguint línies horitzontals o verticals.

## Suport

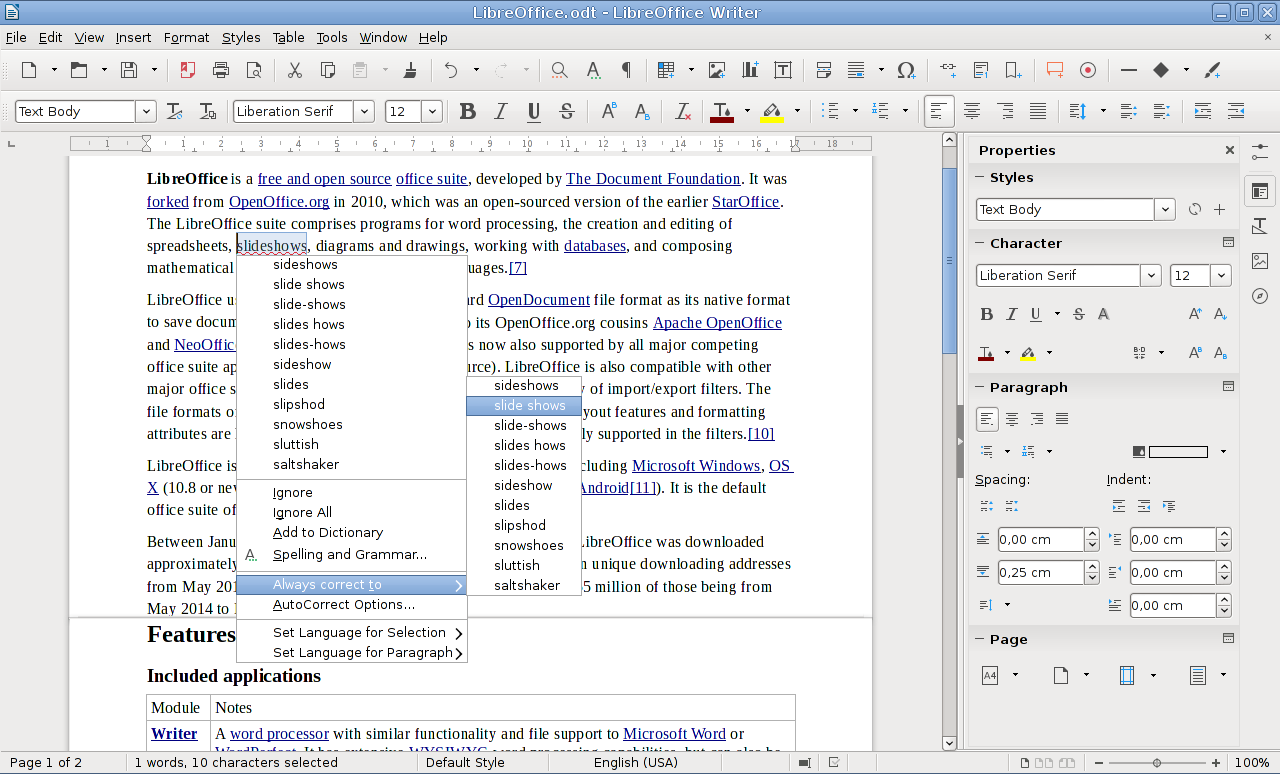
LibreOffice Writer és un exemple de processador de text

Els materials que han servit de suport a l'escriptura han estat molt variats al llarg de la història. Han aparegut escrits sobre tauletes d'argila, pedra, papir, pergamí, taules de fusta cobertes de cera i paper, entre d'altres. Des de mitjan segle XX s'han estès els ordinadors com a suports virtuals de l'escriptura, amb la possibilitat d'imprimir els documents en format paper.

## Sistemes d'escriptura i informàtica
En ordinadors i sistemes de telecomunicacions, els grafemes i altres unitats similars necessàries per al processament de text es representen amb «caràcters» que típicament es manifesten en una forma codificada.
Diferents estàndards ISO / IEC són definits per acordar amb cada sistema d'escriptura individual per implementar-los als seus ordinadors o en forma electrònica. Avui molts d'aquests estàndards són tornats a definir en un millor estàndard col·lectiu, l'ISO 10646, també conegut com a Unicode. A Unicode, cada caràcter, en cada sistema d'escriptura de cada llengua –simplificant una mica– té un únic número d'identificació, conegut com a «code point». El software de l'ordinador utilitza el code point per col·locar el caràcter corresponent a l'arxiu de font, aleshores els caràcters poden ser reproduïts a la pantalla o escena.
Un teclat d'ordinador és l'aparell més conegut per a escriure a l'ordinador. Cada tecla és associada amb un codi estàndard que el teclat envia l'ordinador quan és pressionada. Fent servir una combinació de tecles alfabètiques amb tecles modificadores com ara Ctrl, Alt, Shift i AltGr, diversos codis de caràcters són generats i enviats a la CPU. El sistema operatiu intercepta i converteix aquests signes en els apropiats caràcters basats en ordre del teclat i l'input method, i aleshores delibera aquests codis convertits i caràcters al software aplicador actiu, que en torns reprodueixen el glif apropiat a l'actualment usada font, i li demana al sistema operatiu que l'enviï al monitor d'ordinador.

## Sociolingüística
Un estudi publicat el 2017 trobà diferències en la manera de la qual el cervell processa els símbols i les paraules segons el sistema d'escriptura al qual estigui acostumada cada persona. L'estudi observà les diferències entre infants xinesos mandarinòfons, coreans, canadencs anglòfons i grecs.

## Canvis de sistema d'escriptura
Els canvis polítics i socials al llarg de la història d'una llengua poden desembocar en canvis de sistema d'escriptura. A finals del segle XX i principis del segle XXI, aquestes transicions es dugueren a terme notablement en els països de l'espai postsoviètic. Per exemple, el kazakh, que després d'haver utilitzat l'alfabet àrab i l'alfabet llatí, durant l'època de dominació soviètica passà a fer servir l'alfabet ciríl·lic, i actualment hi ha un projecte en curs per a tornar a l'alfabet llatí. Altres antigues repúbliques soviètiques també han dut a terme el canvi de l'alfabet ciríl·lic al llatí.